# Castillo de Svrčin
Svrčin (en serbio: Сврчин; en albanés: Svërçin) fue uno de los castillos de la Casa Nemanjić, construido alrededor de 1321, en una isla en el lago Svrčin creado artificialmente, al noreste del actual Uroševac. La ubicación exacta del Svrčin medieval no se ha determinado precisamente debido a la falta de investigación arqueológica en las áreas en las que se localiza, pero según los restos descubiertos hasta ahora, Svrčin estaba situado entre la colina de Svrčin y el actual pueblo de Svrčina. Está registrado como monumento cultural bajo la protección de la República de Serbia desde 1967.

## Historia
El 6 de septiembre de 1327, el rey Esteban Dečanski de Serbia emitió un edicto con sello de oro en Svrčin, escrito por el logoteta Rajko, sobre los acontecimientos relacionados con la disputa de tierras entre el metoquión (territorio dependiente de la iglesia) del monasterio de Hilandar y el condado de los hermanos Dmitar y Borislav Hardomilić (hijos del tepčija Hardomil), en el que el čelnik Gradislav Vojšić fue el árbitro.
El 8 de septiembre de 1331, Esteban Dušan fue coronado rey en un consejo de nobles celebrado en Svrčin.

## Restos
En la colina de Svrčin se encontraron piedras y ladrillos que se utilizaron para la construcción. Restos de la iglesia de san Juan de donde los lugareños extraían piedra para la construcción se encuentran en las cercanías de Svrčina. Durante la construcción de la trinchera de drenaje, en la ladera nororiental de Glavica, se encontró un muro de piedra, con un espesor que oscilaba entre 1 y 1,2 metros, así como parte de una tégula. Ladrillos y piedras, que alguna vez fueron parte del edificio, están dispersos por toda la zona.